# 防衛施設庁

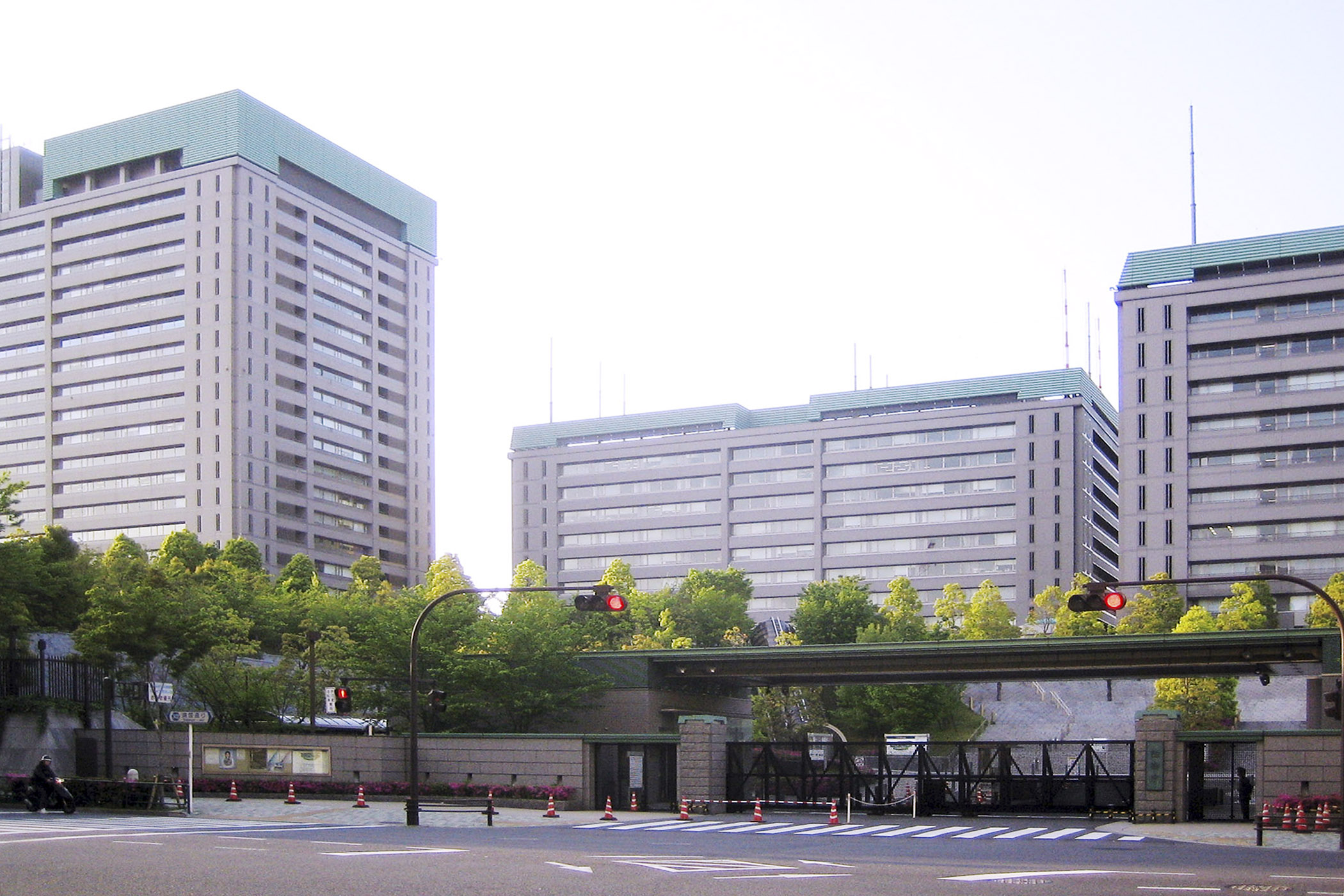
防衛施設庁の入っていた市ヶ谷地区。正面中央のD棟の一部を使用していた。

防衛施設庁（ぼうえいしせつちょう、Defense Facilities Administration Agency）は、かつて存在した日本の行政機関。主に在日米軍や自衛隊が使用する施設の取得、工事、管理、周辺対策などを所管した。
1947年、占領軍の調達業務を担う公法人の特別調達庁として発足。1949年、国の行政機関になり、1952年、調達庁に改称。1962年、防衛施設庁へと再編された。2007年1月9日、防衛庁が防衛省に昇格するとその外局となるが、防衛施設庁談合事件を受けて同年9月1日に廃止された。
なお、2015年10月に新たに防衛省の外局として防衛装備庁が設置されたが、これは防衛施設庁とは関係ない。

## 組織上の特性
2007年1月の防衛庁の省昇格までは、内閣府の下部機関であった。「外局の外局」という規定がないため、当時は厳密には防衛庁の外局ではなかった。
しかし、業務の実態としては防衛庁の外局に相当すると見られており、課長級以上の主要ポストは防衛庁出身の官僚で独占されていた。また、防衛事務次官には大蔵省あるいは警察庁出身の官僚が就任するのが慣例であったこともあり、防衛施設庁長官は防衛庁出身の官僚の「上がりポスト」と見なされるのが一般的であった。さらに大蔵省あるいは警察庁出身の官僚が、防衛事務次官の準備ポストとして防衛施設庁長官に就任する場合もあった。
総理府・内閣府の「外局」である大臣庁（防衛庁）の下にさらに庁（防衛施設庁）を置く場合、国家行政組織法・内閣府設置法ではその「庁内庁」の区分呼称を「外局の外局」とは規定しておらず、1958年8月1日から中央省庁再編後の現在に至るまで、前身の旧・調達庁と防衛施設庁は他の法令では一貫して「防衛庁の外局」でなく「防衛庁に置かれる機関」または「防衛庁の機関」と表記されているが、一方で中央省庁等改革基本法（平成10年法律第103号）第10条第7項に「防衛施設庁は、防衛庁に、その外局として置くものとする。」との表現があるため、中央省庁再編（2001年1月6日）以降の防衛施設庁に限り、これを「防衛庁の外局」と考えることは必ずしも誤りではなかった。ただし、中央省庁等改革基本法は再編の指針を示した法律にすぎず、組織の名称・内容を直接的に規定する防衛庁設置法と、内閣府・総務省による国家行政機関一覧の合同告示（原則年1回官報公表）では「防衛庁の機関」とされ、「外局」の表現は用いられていなかった。

## 沿革

### 本庁
- 1947年

5月10日 - 日本の降伏文書に明記された“連合軍は必要な命令を発し日本はそれに従う”により、特別調達庁法（昭和22年法律第78号）が施行され、進駐軍（連合国軍最高司令官総司令部。以下GHQ）が必要とする施設（土地・建物）・物資・役務の調達・管理を任務とする公法人特別調達庁（Government Corporation）の設立準備が始まる。5月17日に設立委員長・設立委員5人（計6人）が任命され、7月23日には総裁・副総裁を任命。
9月1日 - 登記を経て公法人としての特別調達庁が発足する。総裁を長とし、登記による法人格を有する機関であり、当初は政府の一部局とはされていなかったが、GHQの指示を受け同年12月5日の閣議決定によりその性質が「政府部局」へと解釈変更される。
- 1949年6月1日 - 総理府の設置に伴い、法人格を有する従前の特別調達庁は廃止され、国の機関（総理府の外局）として、長官を長とする国家行政組織としての特別調達庁が設置される。これに伴い総裁・副総裁が長官・次長へ改称となる。
- 1952年

4月1日 - 調達庁へ改称される。
8月1日 - 保安庁が設置され、その「訓練施設その他の機関」として、保安隊の施設（土地・建物）の取得・工事・管理を任務とする建設部（中央建設部及び地方建設部）が置かれる。
- 1954年7月1日 - 防衛庁が設置され、その附属機関として、自衛隊の施設（土地・建物）の取得・工事・管理を任務とする建設本部が置かれる。
- 1958年8月1日 - 調達庁が、防衛庁とは別系統の「総理府の外局」から、自衛隊の範囲外として「防衛庁の機関」に移管される。
- 1962年11月1日 - 調達庁に防衛庁建設本部が統合、人事権を保証され、防衛施設庁となる。
- 1972年5月15日 - 沖縄返還に伴い那覇防衛施設局を設置。以降、同地でも各種基地周辺対策工事、軍用地代の支払いなどが制度化され、本格化する。
- 2006年1月 - 防衛施設庁談合事件。この事件を受けて、防衛庁（当時）は防衛施設庁を解体し、防衛庁本庁に統合することを決定した。
- 2007年

1月9日 - 防衛庁が防衛省に昇格し、防衛施設庁は防衛省の外局となる。
3月28日 - 建設部内組織が改編（建築課、土木課、設備課及び通信官を廃止し、建設計画課、技術調査課、技術管理課及び建設情報官を設置）。
9月1日 - 省内に防衛監察本部の設置。
9月1日 - 「防衛省設置法及び自衛隊法の一部を改正する法律」（平成19年6月8日法律第80号）の施行により廃止。防衛施設庁の所管していた業務は主として防衛省地方協力局および装備施設本部に移管された。

### 支局
- 1947年（昭和22年）9月1日 - 特別調達庁の支局として、札幌、仙台、横浜、名古屋、京都、大阪、呉、福岡に発足（8局体制）。
- 1949年（昭和24年）6月1日 - 支局は特別調達局に改称（8局体制）。
  - 法人格を有する従前の特別調達庁が廃止され、国家行政組織としての特別調達庁に移行したことに伴う改称。
- 1950年（昭和25年）4月1日 - 東京特別調達局を設置（9局体制）。
  - 特別調達庁の本庁直轄地域を分離して所管。
- 1952年（昭和27年）4月1日 - 特別調達庁の調達庁への改称に伴い、特別調達局は調達局に改称（8局体制）。
  - 京都特別調達局は廃止され、大阪調達局は大阪特別調達局と京都特別調達局の管轄区域を所管。
- 1962年（昭和37年）11月1日 - 調達庁と防衛庁建設本部との統合により防衛施設庁が発足したことに伴い、調達局は建設本部地方建設部を統合して防衛施設局に改組移行。
  - 調達局と防衛施設局との管轄区域の変更点は、新潟県が仙台調達局から東京防衛施設局へ、福井県が大阪調達局から名古屋防衛施設局へ、四国4県が呉調達局から大阪防衛施設局へ、それぞれ移管。
- 1972年（昭和47年）5月15日 - 沖縄復帰に伴い、那覇防衛施設局を設置（9局体制）。
- 1985年（昭和60年）11月1日 - 名古屋防衛施設局を廃止。管轄区域は大阪防衛施設局に統合され、同局に名古屋防衛施設支局を設置（8局体制）。
- 1987年（昭和62年）10月1日 - 呉防衛施設局を広島防衛施設局に移転改称。
- 1990年（平成2年）10月1日 - 四国4県の所管を大阪防衛施設局から広島防衛施設局に移管。
- 2000年（平成12年）3月1日 - 東京防衛施設局をさいたま新都心に移転。
- 2007年（平成19年）9月1日 - 防衛施設庁の防衛省への統合に伴い、防衛施設局と装備本部支部・事務所を統合して地方防衛局に改組移行。

## 主な職務
- 自衛隊及び在日米軍が使用する防衛施設の取得、取得補償、管理
- 防衛施設と周辺地域との調和を図るための施策（防音工事の助成、移転補償、緑地帯の整備、民生安定施設の助成、特定防衛施設周辺整備調整交付金の交付等）
- 自衛隊及び在日米軍が行う海上等訓練、航空機の離着陸等に起因する農耕阻害、漁業補償
- 在日米軍の自動車や航空機等による事故に係る損害賠償等
- 在日米軍に勤務する日本人従業員の雇用、労務管理
- 自衛隊及び在日米軍が使用する防衛施設の建設
- 在日米軍の駐留を円滑かつ安定的にするための経費負担（いわゆる思いやり予算）

### 基地周辺対策
上記のように、基地がもたらす外部不経済の緩和策の担当官庁であり、基地周辺住民・自治体にとっては防衛庁、自衛隊などより身近な面で接するところがある。その中で中心的な行為は損失補償・防音対策工事などである。当初は行政措置により実施されてきた障害対策もあったが、徐々に立法措置で包含する範囲が拡大していく。根拠法については下記のような変遷を辿ってきた。
- 1953年 - 日本国に駐留するアメリカ合衆国の軍隊等の行為による特別損失の補償に関する法律（特損法）
- 1966年 - 防衛施設周辺の整備等に関する法律（廃止後「旧整備法」と呼称）
- 1974年 - 防衛施設周辺の生活環境の整備等に関する法律

特に、基地周辺の住宅防音工事（通称、民防工事）は周辺対策の中でも最重点対策として位置づけされた。旧整備法の成立は民間空港の騒音対策を対象とした「公共用飛行場周辺における航空機騒音による障害の防止等に関する法律」より1年早かった。1973年には環境庁より「航空機騒音に係る環境基準について」と言う告示が出され、軍用、民間を通じた国内のスタンダードとして位置づけされる。
基地関係については全国約30箇所の飛行場周辺を対象に継続されていった。防音工事の対象とされたのは第一種区域(75WECPNL以上）と言われる区域であった。特に工事が活発であったのは1980年代までだが、その累計額は1974年から2004年度までで約40万世帯、総額1兆6000億円に達する。
また、第二種区域（WECPNL90以上）では移転補償が実施され、飛行場によっては集落の集団移転も実施された。第三種区域（WECPNL95以上）では緑地帯の整備が実施される。
反対に飛行ルートそのものを住宅地域から遠ざけるため、基地の側が移転を計画したケースもある。岩国飛行場の沖合展開、普天間基地移設問題はこのために発生した。新設基地でもこのような措置が考慮されることもあり、舞鶴基地で長浜地区に2001年完成したヘリ部隊用の舞鶴航空基地などが例として挙げられる。

## 廃止時の組織編制
- 防衛施設庁長官
- 防衛施設庁次長
- 防衛施設庁技術審議官

### 内部部局
- 総務部
  - 総務課
  - 人事課
  - 会計課
  - 行政評価官

- 施設部
  - 施設企画課
  - 施設管理課
  - 施設取得課
  - 施設対策課
  - 防音対策課
  - 周辺対策計画官
  - 施設調整官

- 建設部
  - 建設企画課
  - 建設計画課
  - 技術調査課
  - 技術管理課
  - 建設情報官

- 業務部
  - 業務企画課
  - 提供施設課
  - 業務課
  - 労務管理課
  - 業務調整官

- 地方支分部局（防衛施設局）
  - 札幌防衛施設局
    - 帯広防衛施設支局

  - 仙台防衛施設局
  - 東京防衛施設局
  - 横浜防衛施設局
  - 大阪防衛施設局
    - 名古屋防衛施設支局

  - 広島防衛施設局
  - 福岡防衛施設局
    - 熊本防衛施設支局

  - 那覇防衛施設局

上記の外、各防衛施設局にはそれぞれ防衛施設地方審議会が置かれた。

### 歴代長官等（前身を含む）
| 代                   | 氏名                 | 在任期間               | 出身省庁             | 前職                                                          | 後職 | 備考 |
| 特別調達庁設立委員長 | 特別調達庁設立委員長 | 特別調達庁設立委員長   | 特別調達庁設立委員長 | 特別調達庁設立委員長                                          | 特別調達庁設立委員長                                                                                                 | 特別調達庁設立委員長                                                                                                 |
| -------------------- | -------------------- | ---------------------- | -------------------- | ------------------------------------------------------------- | --- | --- |
| -                    | 重田忠保             | 1947.5.17 - 1947.7.22  |                      | 戦災復興院次長                                                | 特別調達庁総裁 | 戦災復興院次長兼任                                                                                                   |
| 特別調達庁総裁       |                      |                        |                      |                                                               | | |
| -                    | 重田忠保             | 1947.7.23 - 1949.6.1   |                      | 戦災復興院次長 兼特別調達庁設立委員長                         | 退職 | |
| 特別調達庁長官       |                      |                        |                      |                                                               | | |
| 1                    | 阿部美樹志           | 1949.6.1 - 1949.11.30  |                      | 特別調達庁顧問                                                | 退職 | 叙・一級 |
| 2                    | 根道廣吉             | 1949.12.24 - 1952.3.31 |                      | 特別調達庁次長                                                | 調達庁長官 | 叙・一級 |
| 調達庁長官           |                      |                        |                      |                                                               | | |
| 1                    | 根道廣吉             | 1952.4.1 - 1953.7.23   |                      | 特別調達庁長官                                                | 外務大臣官房勤務 →1954.11.2特命全権公使 （在コロンビア）                                                             | |
| 2                    | 福島愼太郎           | 1953.7.24 - 1955.12.16 |                      | 内閣官房次長 →1948.10.15依願免官 （内閣総辞職のため）         | 退職 | |
| 3                    | 安田清               | 1955.12.16 - 1956.5.15 |                      | 調達庁次長                                                    | 行政機関職員定員法の一部を改正する法律（昭和30年法律第29号） 附則第10項の規定により翌年3月15日まで定員外（のち退職） | 行政機関職員定員法の一部を改正する法律（昭和30年法律第29号） 附則第10項の規定により翌年3月15日まで定員外（のち退職） |
| -                    | 丸山佶               | 1956.5.16 - 1956.5.21  |                      | 調達庁次長として調達庁長官事務代理                            | 調達庁次長として調達庁長官事務代理                                                                                   | |
| 4                    | 今井久               | 1956.5.22 - 1957.6.14  |                      | 行政管理庁行政審議会委員 →1955.12.24依願免職                  | 防衛庁次長 | |
| -                    | 丸山佶               | 1957.6.15 - 1957.7.29  |                      | 調達庁次長として調達庁長官事務代理                            | 調達庁次長として調達庁長官事務代理                                                                                   | |
| 5                    | 上村健太郎           | 1957.7.30 - 1958.4.21  | 内務省・警察庁       | 航空幕僚長→1956.7.3退職                                       | 総理府総務副長官 | |
| 6                    | 丸山佶               | 1958.4.22 - 1961.7.4   |                      | 調達庁次長                                                    | 退職 | |
| 7                    | 林一夫               | 1961.7.4 - 1962.10.31  |                      | 防衛研究所長                                                  | 防衛施設庁長官 | |
| 防衛施設庁長官       |                      |                        |                      |                                                               | | |
| 1                    | 林一夫               | 1962.11.1 - 1963.8.2   |                      | 調達庁長官                                                    | 退職 | |
| 2                    | 小野裕               | 1963.8.2 - 1965.6.16   |                      | 防衛庁人事局長                                                | 退職 | |
| 3                    | 小幡久男             | 1965.6.16 - 1967.12.4  |                      | 防衛庁長官官房長                                              | 防衛事務次官（内務・警察官僚）                                                                                       | |
| 4                    | 山上信重             | 1967.12.5 - 1970.11.20 |                      | 調達実施本部長                                                | 退職 | |
| 5                    | 島田豊               | 1970.11.20 - 1972.5.22 |                      | 防衛庁長官官房長                                              | 防衛事務次官（内務・警察官僚）                                                                                       | |
| -                    | 島田豊               | 1972.5.23 - 1972.6.19  |                      | 防衛事務次官として防衛施設庁長官事務取扱                      | 防衛事務次官として防衛施設庁長官事務取扱                                                                             | |
| 6                    | 高松敬治             | 1972.6.20 - 1973.11.2  | 内務省・警察庁       | 警察庁刑事局長（警視監）                                      | 退職 | |
| 7                    | 田代一正             | 1973.11.2 - 1974.6.6   | 大蔵省               | 防衛庁長官官房長                                              | 防衛事務次官 | |
| 8                    | 久保卓也             | 1974.6.7 - 1975.7.14   | 内務省・警察庁       | 防衛庁防衛局長                                                | 防衛事務次官 | |
| 9                    | 斎藤一郎             | 1975.7.15 - 1977.7.15  |                      | 防衛庁長官官房長                                              | 退職 | |
| 10                   | 亘理彰               | 1977.7.15 - 1978.10.31 | 大蔵省               | 防衛庁長官官房長                                              | 防衛事務次官 | |
| 11                   | 玉木清司             | 1978.11.1 - 1980.6.6   |                      | 調達実施本部長                                                | 退職 | |
| 12                   | 渡邊伊助             | 1980.6.6 - 1981.7.23   |                      | 防衛庁経理局長                                                | 退職 | |
| 13                   | 吉野實               | 1981.7.23 - 1982.7.8   | 大蔵省               | 防衛庁経理局長                                                | 防衛事務次官 | |
| 14                   | 塩田章               | 1982.7.9 - 1984.6.30   |                      | 防衛庁防衛局長                                                | 国防会議事務局長 | |
| 15                   | 佐々淳行             | 1984.7.1 - 1986.6.10   | 警察庁               | 防衛庁長官官房長                                              | 退職 →1986.7.1内閣官房内閣安全保障室長                                                                               | |
| 16                   | 宍倉宗夫             | 1986.6.10 - 1987.6.22  | 大蔵省               | 防衛庁長官官房長                                              | 防衛事務次官 | |
| 17                   | 友藤一隆             | 1987.6.23 - 1988.6.14  |                      | 防衛庁長官官房長                                              | 退職 | |
| 18                   | 池田久克             | 1988.6.14 - 1989.8.1   | 防衛庁               | 調達実施本部長                                                | 退職 | 1989.11.10死去 |
| 19                   | 松本宗和             | 1989.8.1 - 1990.7.2    |                      | 調達実施本部長                                                | 退職 | |
| 20                   | 兒玉良雄             | 1990.7.2 - 1991.10.17  | 防衛庁               | 防衛庁長官官房長                                              | 内閣官房内閣安全保障室長                                                                                             | |
| 21                   | 藤井一夫             | 1991.10.18 - 1993.6.25 | 防衛庁               | 防衛研究所長                                                  | 退職 | |
| 22                   | 米山市郎             | 1993.6.25 - 1994.7.1   |                      | 調達実施本部長                                                | 退職 | 2010.4.29叙勲 （瑞宝重光章）                                                                                         |
| 23                   | 宝珠山昇             | 1994.7.1 - 1995.10.20  | 防衛庁               | 防衛庁長官官房長                                              | 退職 | |
| 24                   | 諸冨増夫             | 1995.10.20 - 1997.7.1  | 防衛庁               | 調達実施本部長                                                | 退職 | |
| 25                   | 萩次郎               | 1997.7.1 - 1998.11.20  | 防衛庁               | 調達実施本部長                                                | 退職 | 2012.4.29叙勲 （瑞宝重光章）                                                                                         |
| 26                   | 大森敬治             | 1998.11.20 - 2001.1.5  | 防衛庁               | 防衛庁経理局長                                                | 内閣官房副長官補 （安全保障・危機管理担当）                                                                          | |
| 27                   | 伊藤康成             | 2001.1.6 - 2002.1.17   | 防衛庁               | 内閣官房 内閣安全保障・危機管理室長 →2001.1.4防衛庁長官官房付 | 防衛事務次官 | |
| 28                   | 嶋口武彦             | 2002.1.18 - 2003.8.1   |                      | 防衛庁管理局長                                                | 退職 のち駐留軍等労働者労務管理機構理事長                                                                            | |
| 29                   | 山中昭栄             | 2003.8.1 - 2005.8.8    | 自治省               | 防衛庁長官官房長                                              | 退職 | |
| 30                   | 北原巖男             | 2005.8.8 - 2007.8.31   | 防衛庁               | 防衛庁長官官房長                                              | 退職 →2008.7.29特命全権大使 （在東ティモール）                                                                       | |

## 廃止後の機能移管・統合など
防衛施設庁の廃止に伴い、その機能は防衛省本省に統合された。施設部および業務部の所掌は防衛省の内部部局として新設された地方協力局に、建設部の所掌のうち企画立案部門は経理装備局に、実施部門は装備施設本部（装備本部を改組）に、それぞれ移管された。また、防衛施設局は装備本部の地方支部と統合して、地方防衛局に改組された。
これらの改編の根拠となった「防衛省設置法及び自衛隊法の一部を改正する法律」（平成19年法律第80号）は2007年6月8日に公布、2007年9月1日に施行された。

## 定期刊行物
いずれも統合に伴い廃刊。
- 『防衛施設広報』 - 関係者向け広報誌（部内誌ではない）、人事異動、部局長級会議の抄録等を掲載、月刊
- 『調和 基地と住民』 - 周辺対策誌、周辺自治体などに配布　季刊
- 『防衛施設と技術』 - 技術誌、季刊